# Innocent III (antipape)
Cet article concerne l'antipape de la fin du XIIe siècle. Pour le pape, voir Innocent III.
Pour les articles homonymes, voir Innocent.
Innocent III (Lando Sitino), né à Sezze en Italie, est un religieux catholique italien du XIIe siècle, qui fut antipape en 1179 et 1180.
Il est élu le 29 mars 1179 en tant que successeur de Calixte III par quelques cardinaux voulant continuer à s'opposer à Alexandre III, mais personne ne le reconnaitra, ce qui explique la brièveté de son règne. Il est déposé en juin 1180, ce qui met donc fin au schisme né avec Victor IV.

## Biographie
Lando Sitino était probablement issu d'une famille noble allemande. Victor IV, le premier antipape qui s'était opposé à Alexandre III, l'avait nommé cardinal. En 1178, Calixte III, deuxième successeur de Victor IV, démissionna et se soumit à Alexandre III.
Les adversaires d'Alexandre III ne se rallièrent pourtant pas et élurent comme nouveau pape Lando qui prit le nom d'Innocent III et choisit de résider à Palumbara. Mais, au contraire des précédents antipapes, les soutiens politiques lui faisaient défaut contre Alexandre III. Les antipapes précédents avaient bénéficié de l'appui de l'empereur Frédéric Ier, mais en 1177, celui-ci avait fait la paix avec Alexandre III et avait retiré son soutien aux antipapes. L'influence d'Innocent III était donc très faible.
En 1180, Alexandre III parvint à acheter quelques partisans d'Innocent III. Trahi, ce dernier fut condamné à être emprisonné à vie au monastère de La Cava, à Cava de' Tirreni, où il mourut.
Satisfaits de la situation, les partisans d'Innocent n'opposèrent aucun antipape à Alexandre III. C'était la fin du schisme religieux commencé en 1159.